# Ватне Харам, Симен
Симен Ватне Харам (норв. Simen Vatne Haram; род. 26 января 2005, Эрста, Мёре-ог-Ромсдал) — норвежский футболист, защитник клуба «Олесунн».

## Клубная карьера
Харам — воспитанник клуба «Олесунн». 7 июня 2023 года в поединке Кубка Норвегии против «Бранна» Симен дебютировал за основной состав. 16 июля в матче против «Одда» он дебютировал в Типпелиге.

## Международная карьера
В 2023 году в составе юношеской сборной Норвегии Харам принял участие в юношеском чемпионате Европы на Мальте. На турнире он сыграл в матче против команды Испании, Исландии, Греции и Португалии.
В 2024 году в составе юношеской сборной Норвегии Харам принял участие в юношеском чемпионате Европы в Северной Ирландии. На турнире он сыграл в матчах против сборных Италии, Украины, Северной Ирландии и Турции.